# Dalatkrokia
Dalatkrokia (Laniellus langbianis) är en starkt utrotningshotad fågel i familjen fnittertrastar. Den är endemisk för Vietnam.

## Utseende och läten
Dalatkrokian är en slank, 22 cm lång fnittertrast med skiffergrå hjässa, tydligt svartstreckade flanker och en svartaktig ögonmask. Ovansidan är matt rostfärgad med brunsvarta streck, större täckarna och armpennorna mestadels grå, och handpennorna svartaktiga. På hjässa, nacke och ögonmasken syns svaga, ljusa spolstreck. Resten av undersidan är vit. Stjärten är skiffergrå med vit spets. Sången beskrivs i engelsk litteratur som ett högljutt "wip'ip'ip-wiu-wiu-wiu-wiu-wiu-wiu-wiu".

## Utbredning och systematik
Fågeln förekommer enbart i Vietnam, där på högplatån Da Lat). Den behandlas som monotypisk, det vill säga att den inte delas in i några underarter.

## Levnadssätt
Dalatkrokian förekommer i sluten tropisk städsegrön bergsskog, från 900 till 1700 meters höjd, dock sentida observationer mestadels från endast 910–1130 meter över havet. Fågeln påträffas enstaka, i par eller ibland i smågrupper om upp till fem individer. Den är trädlevande och kan ses födosöka i artblandade flockar på jakt efter ryggradslösa djur, framför allt fjärilslarver.

## Status
Dalatkrokian är en dåligt känd art. Den är fortfarande lokalt vanlig i vissa områden och stora delar av dess utbredningsområde är outforskade. Dock är avskogningen relativt kraftig, varför IUCN kategoriserar den som nära hotad.

## Namn
Tidigare har arten kallats annamsibia och vietnamsibia på svenska. De har dock tilldelats nya namn efter studier som visar att de inte är nära släkt med sibiorna i Heterophasia. Krokia är en försvenskning av det tidigare släktesnamnet Crocias tillika det engelska gruppnamnet på de båda arterna i släktet. Studier visar att Laniellus har prioritet före Crocias.